# 데이터베이스 소비
데이터베이스 소비(データベース消費)는 일본의 평론가 아즈마 히로키가 제기한 개념으로, 이야기 그 자체가 아니라 그 구성 요소가 소비의 대상이 되는 콘텐츠의 수용 방법이다.

## 개요
아즈마 히로키가 데이터베이스 소비를 제기한 배경에는, 평론가·작가 오쓰카 에이지의 이야기 소비(物語消費 모노가타리 쇼히[*])의 개념이 있다.
오쓰카 에이지는 저서 《이야기 소비론(物語消費論)》에서, 빅쿠리맨 실이나 실바니아 패밀리 등의 상품을 예로 들어, 그것들은 상품 그 자체가 소비되는 것이 아니라, 그것을 통해 배후에 있는 '커다란 이야기'(세계관이나 설정에 해당하는 것)이 소비되고 있다고 지적하고, 주로 1980년대에 보인 이러한 소비 형태를 '이야기 소비'라고 불렀다. 여기서 '커다란 이야기(세계관·설정)'라는 의미에 대해 '이야기'라는 단어를 사용하는 것은 오해의 여지가 있어 세계관 소비라고 부르는 경우도 있다.
아즈마 히로키는 이것을 근거로, 이야기 소비론에서 제시된 '커다란 이야기(세계관)'가 '커다란 비(非)이야기(정보의 집적)'로 대체되고, 그 문화권 내에서 공유되는 커다란 '데이터베이스'를 소비의 대상으로 하는 형태를 데이터베이스 소비라 명명하고, 특히 일본의 1990년대 후반 이후의 오타쿠계 문화에서 두드러지게 나타난다고 했다.
이러한 소비 형태는 포스트모던의 도래와 밀접하게 관련되어 있다. 사실, 오타쿠 문화와 포스트모던 사회는 다음과 같은 부분에서 공통점이 있다고 생각된다. 첫째로, 사상가 장 보드리야르에 따르면 포스트모던 사회에서는 작품·상품의 원작과 모방의 구별이 어렵게 되며, 중간적인 시뮬라크르(프랑스어: Simulacres)의 형태가 주류를 이루게 된다고 말했으며, 이는 오타쿠 문화에서 나타나는, 원작과 구별이 애매한 2차 창작·미디어 믹스의 전개와 부합한다. 둘째로, 철학자 장 프랑수아 리오타르(프랑스어: Jean-François Lyotard)가 말한 포스트모던은 '커다란 이야기(사회 전체에 공유되는 규범)'가 조락(凋落)하고 다수의 '작은 이야기(작은 범위 내에서만 공유되는 규범)'가 난립하는 상태가 될 것으로 조건을 좁힐 수 있는데, 이는 오타쿠가 현실 사회보다 허구 세계를 중시하는 다른 가치규범을 형성하는 것에 대응한다.
이야기 소비에서는, 사라진 커다란 이야기를 보충하기 위해 작품 배후의 세계관이라는 실제와 비슷한 커다란 이야기가 날조되었지만(부분적인 포스트모던), 데이터베이스 소비에서는 날조마저도 방기(放棄, 필요가 없게)되었다(전면적인 포스트모던). 그리고 (전면적인) 포스트모던 이후의 오타쿠 문화에서는 개인의 해석 방법에 따라 다양하게 변화하는 데이터베이스(정보의 집적)에 액세스하여, 그것으로부터 다양한 설정을 이끌어 내어 원작이나 2차 창작(오리지널과 카피가 구분되지 않는 시뮬라크르)이 다수 생겨난다고 한다.
자크 라캉이 사용한 '현실계·상징계·상상계(프랑스어: le Réel, le symbolique, l'imaginaire, 일본어: 現実界・象徴界・想像界)'의 용어를 대응시키면, '커다란 이야기'가 '상징계', '작은 이야기'가 '상상계', '데이터베이스'가 '현실계'에 해당한다. 그러나, 정신과 의사 사이토 다마키(斎藤 環 사이토 타마키[*])는 이런 대응을 비유로 이해할 수 있지만, 데이터베이스에 해당하는 것은 상징계이며, 자율성을 갖춘 상징계가 아래(#오타쿠 문화 내)에서 설명할 '캐릭터의 생성'을 유도한다고 설명한다. 세계의 데이터베이스화는, 문화면의 포스트모던화(데이터베이스로의 이행)·경제면의 세계화·IT화로 형태를 바꾸어 나타나고 있는 것으로 생각된다.
쿠레사와 타케미(暮沢 剛巳)는 아즈마 히로키가 말하는 데이터베이스는 이른바 '모에 요소'를 통해 랜덤한 정보로 연결되어(모에 요소의 관계성으로 성립한다) 정보공학에서 말하는 관계 데이터베이스에 해당하는 개념이라고 말한다.

## 데이터베이스 소비의 예

### 오타쿠 문화 내

이 위키페탄의 그림은, '고양이 귀', '메이드복', '꼬리'라는 시각적인 기호(모에 요소)로 구성되어 있다.

앞에서 설명한 바와 같이, 아즈마 히로키는 주로 1990년대 후반 이후의 일본의 오타쿠계 콘텐츠가 수용되는 방법을 데이터베이스 소비의 예로 들고 있다.
예를 들어 1979년 방송 개시한 《기동전사 건담》과 1995년 방송 개시한 《신세기 에반게리온》의 팬이 소비하는 방식의 변화는, 이야기 소비로부터의 탈피가 엿보인다. 건담에서는 다른 시리즈가 동일한 가공의 역사(우주 세기 같은)를 무대로 하여, 팬들은 그러한 가공의 역사(커다란 이야기)를 열심히 정사(精査)한다. 이에 대해 에반게리온의 팬들은, 작품 세계에 몰입하는 것이 아니라, 등장하는 히로인을 소재로 한 동인지(2차 창작)나 등장하는 메카닉의 피규어 제작 등에 열중하는 경향이 있으며, 여기서는 세계관보다도 캐릭터나 메카닉 등 정보의 집적(커다란 비 이야기)이 필요해지게 된다. 평론가 마에지마 사토시에 따르면, 에반게리온의 전반에서는, (이야기 소비에 적합한) 작품의 세계관에 연결되는 복선으로 생각되는 다수의 의미 있어 보이는 키워드(인류 보완 계획·S2 기관 등)가 제시되었지만, 종반에서는 그 정체·진상이 거의 밝혀지지 않은 채 작품은 결말을 맞이하고, 그것을 통해 시청자는 이야기 소비라는 수용 태도의 변경을 강요받았다고 한다. 1995년을 경계로 하는 이러한 소비 양식의 변화(이른바 '캐릭터 모에'로 전환)는 창작자(메이커) 주도형의 양식에서 소비자(유저) 주도형의 소비 양식으로 전환하는 것이라 할 수 있고, 그 배경에는 오타쿠 학생이 (이야기를 좋아하는) 문과계에서 (시스템을 좋아하는) 공학계 학생으로 전환한 것을 생각할 수 있다.
1998년 브로콜리의 이미지 캐릭터로 탄생한 디지캐럿(デ・ジ・キャラット, Di Gi Charat)은 배경이 되는 이야기가 없이 출현했지만, 그 후 인기를 얻으며 애니메이션화, 게임화 등의 미디어 믹스 전개가 일어나, 나중에 이야기가 만들어졌다. 디지캐럿이라는 캐릭터는 '아호게'나 '방울' 같은 모에 요소의 조합으로 성립되고, '모에 요소의 데이터베이스'를 소비하는 모양으로 수용되게 되었다(모에 요소의 조합으로 성립되는 예시는 아이돌 그룹 미니모니의 의상 등 메이저 컬처에서도 찾아볼 수 있다). 이렇게, 자신이 좋아하는 모에 요소라는 기호에 대해 마치 약물 의존자처럼 척수반사적인 반응을 보이게 된 오타쿠의 변용을 (또는 더 일반적으로, 타인의 욕망을 매개로 하지 않고, 자기완결적인 욕망 충족 회로만을 갖게 되는 변용을) 아즈마 히로키는 알렉산드르 코제브(Александр Кожевников)의 표현을 빌려 동물화(動物化)라고 부르고 있다. 디지캐럿 외에도 빙쵸탄(びんちょうタン)처럼, 데이터베이스 소비에서는 배경이 되는 이야기를 갖지 않고 탄생한 캐릭터가 나중에 이야기를 갖게 되고 2차 창작의 대상이 되는 일이 있고, 인간이 아닌 것의 이미지화하여 미소녀를 디자인하는 것을 모에화라고 부른다. 2007년에 발매된 하츠네 미쿠도, 그 자체는 음성 합성·DTM 소프트웨어의 이미지 캐릭터로 이야기를 갖지 않지만, 그 높은 캐릭터성을 통해 다수의 2차 창작을 일으켜, 아즈마 히로키 본인도 그 소비되는 방식을 '데이터베이스 소비 바로 그 자체'라고 언급하고 있다. 하츠네 미쿠는 주로 동영상 공유 사이트 니코니코 동화를 거점으로 브레이크했지만, 사실 대량의 매드무비(영상 창작물을 분해하고 재구성하여 만들어진 영상)로 넘쳐나는 니코니코 동화라는 공간 자체가 데이터베이스 소비라는 형태가 정착했기 때문에 출현한 존재라고 할 수 있다.
1990년대 후반 이후로 오타쿠 문화 내에서 널리 퍼진 미소녀 게임도 그 구조상 포스트모던 이후의 데이터베이스 소비 모델을 반영한다고 생각된다.
일본의 만화·애니메이션 등에서는, 만화 평론가 이토 고(伊藤 剛)가 지적한 대로, 어떤 작품 속의 캐릭터가 (예를 들면 2차 창작을 통해) 그 이야기와 떨어져 다른 환경에 놓이게 되어도 그 강도를 지켜나가는 캐릭터의 자율화(キャラクターの自律化)라고도 말할 현상이 나타나고 있으며, 이야기 그 자체가 아니라 캐릭터의 데이터베이스가 소비의 대상이 되고 있는 면이 있다. 제로년대 초부터 주목받고 있는 라이트 노벨에는 SF·판타지·추리 소설 등 다양한 장르가 존재하여 정의하기가 까다롭지만, 거기서 '캐릭터를 세우는' 일이 창작의 중요한 과제가 되는 것에 주목하면, 데이터베이스 소비라는 키워드를 사용해 '캐릭터의 데이터베이스를 환경으로 하여 쓰여진 소설'로 정의할 수 있다.
제로년대 후반에는, TV 애니메이션 《러키☆스타》의 히트를 계기로, 이야기성을 후퇴시켜 '모에'를 어필하는 캐릭터의 매력으로 강도를 지켜나가는 작품이 대두하고 있지만, 속칭 공기계라고 불리는 이러한 작품군은 데이터베이스 소비 모델의 매우 알맞은 형태의 콘텐츠라 할 수 있다.

### 오타쿠 문화 외
아즈마 히로키는, 오타쿠 문화 밖에서도 1990년대 사회학자 미야다이 신지(宮台 真司)가 필드 워크적인 연구의 대상으로 삼았던 브루세라 소녀·원조교제 소녀들의 행동양식도 이야기 소비에서 데이터베이스 소비로 이행하는 중이었다고 한다.
힙합·테크노 팝 등의 음악 분야에서 샘플링이나 리믹스 같은 기법은 데이터베이스 소비와 관련해서 논의되는 경우가 있다. DJ는 원곡을 구성하는 음악적 요소를 소재로 하여 수집·재구성하여 2차 창작을 할 수 있는데, 이것은 오타쿠의 동인지 발행 등의 2차 창작과 대체로 같은 형태로 생각하여, 모에 요소라는 시각적인 기호에 반응하는 오타쿠와 단조로운 전자음의 반복에 쾌감을 느끼는 테크노 애호가가 '애니메이션 눈'과 '테크노 귀'라는 모양으로 대비되는 일도 있다. 그러나, 음악론·미디어론 전문가 마스다 사토시(増田 聡)는 이러한 문화의 데이터베이스적 소비에는 두 가지 측면의 차이가 존재한다고 지적한다. 첫째로 오타쿠 문화에서는 앞에서 설명한 캐릭터의 자율성이 2차 창작 활동의 전제로서 존재하지만, DJ 문화에서 캐릭터에 대응하는 음악 요소가 원곡이라는 환경에서 유리되어 자율적으로 그 자체로서 소비된다고 하기는 힘들며, 둘째로 DJ 문화에서는 음악 요소의 재구성이 표층적인 레벨(데이터의 기계적인 복사)에서 일어나지만, 오타쿠 문화의 2차 창작 활동에서는 원작에서 설정되지 않은 캐릭터의 성격 설정 등이 소비자의 주관으로 새롭게 '창조'되고 있다는 점이다. 이밖에 1990년대의 DJ 문화에서는 악곡의 시대성을 고려하여 선곡을 하는 등 시간적인 문맥 의존성을 많이 고려하여 인용하는 등의 측면이 있기 때문에, 아즈마 히로키가 오타쿠 문화를 중심으로 논의했던 데이터베이스 소비와는 구분된다는 견해도 있다.
그림책 작가 아이하라 히로유키(相原 博之)는 데이터베이스 소비의 예로 iPod·블로그·셀렉트 숍 세 가지를 들고 있다. 앨범에 수록된 상태의 악곡은 그 앨범의 세계관이라는 통일성 속에서 존재하고 있지만, 개별적으로 iPod에 다운로드되고 재편집되고 감상되는 때에는 그 통일성(커다란 이야기)는 무너지게 된다. 마찬가지로 블로그에서는 종래의 웹사이트에서 보이던 계층 구조라는 커다란 이야기가 결여된 평면적인 구조가 되었고, 셀렉트 숍에서는 브랜드라는 통일성(거대한 이야기)을 무시한 상품이 진열·판매되고 있다고 할 수 있다.
미디어론·사회학 전문가 오카이 다카유키(岡井 崇之 오카이 타카유키[*])는 아즈마 히로키의 논의를 참조하여, 프로레슬링 팬은 이야기 소비적이지만 종합격투기 팬은 데이터베이스 소비적이라고 대비하기도 했다.
일본국 외의 문화의 예로는, 미국의 TV 시리즈 《Glee》에서 프로 퍼포머가 과거 미국 스타들의 명곡을 커버한다는 연출이 데이터베이스 소비적이라는 지적이 있다. 아즈마 히로키 자신은, 할리우드 영화에서 시각 효과는 고도로 발달하는 반면, 스토리 자체는 고전적인 구조의 패턴을 반복하는 현상을 일본 바깥의 데이터베이스화의 예시로 들고 있다.

### 반례
사회학자 미야다이 신지와 작가 카가미 히로유키(鏡 裕之)는, 2006년부터 2007년에 걸쳐 대 붐을 일으킨 《연공》을 비롯한 휴대전화 소설군은, 데이터베이스 소비 모델로는 설명되지 않는다고 한다. 한편, 우노 쓰네히로(宇野 常寛 우노 츠네히로[*])는 휴대전화 소설에 데이터베이스 소비가 침투한 사회에서는 '문체(文体)'라는 국가적인 기능(커다란 이야기)이 효력을 잃었기 때문에, 그 대안으로 플롯을 비대화시켜 그 강도를 획득한 것으로 해석하며, 라이트 노벨 붐이든 휴대폰 소설 붐이든 실용서적 소설 붐이든, 텍스트 자체의 내용보다도 그것을 매개로 하는 배경에 존재하는 데이터베이스에 얼마나 효과적으로 액세스할 수 있는가가 중요해졌다는 점을 말해준다고 한다. 비평가·사회학자 하마노 사토시(濱野 智史)는 휴대전화 소설 애호가들이 자주 입에 담는 '감동'을 아즈마 히로키가 데이터베이스 소비를 논할 때 예로 든 동물화한 오타쿠의 '모에'와 동일한 감각에서 오는 자극으로 판단하고 있다.

## 평가·비판과 대체·관련 모델
경제학자 타나카 히데토미(田中 秀臣)는 이야기 소비론·데이터베이스 소비론에서 전개된 1980년대~1990년대의 소비 양식의 변천('커다란 이야기'의 조락)은 국제 정세가 아니라 경제 상황 때문에 발생한다고 한다. 즉, 거품 붕괴 후의 불황 아래에서는, '미소녀 캐릭터에 모에한다'는 금전적인 지출을 거의 수반하지 않는 활동으로 젊은 사람들의 행동이 시프트한다고 자연스럽게 생각할 수 있다. 평론가 구리하라 유이치로(栗原 裕一郎)도, 아즈마 히로키·미야다이 신지·우노 쓰네히로가 전개하는 일본의 포스트모던론에서 언급되는 '커다란 이야기의 실효(失効)'는 고도경제성장이 끝나자 핵가족화·교외화 등 공동체의 해체 현상이 나타나는 것과 같으며, 결국은 '경제'로 환원되는 정도의 것일 뿐이라고 지적한다.

## 같이 보기
- 팬 픽션
- 미디어 믹스
- 시뮬라크르
- 슈퍼플랫

## 참고 문헌
- 大塚英志 『物語消費論』 新曜社、1989年。(오쓰카 에이지 《이야기 소비론》 신요샤, 1989년.)
- 東浩紀 『動物化するポストモダン　オタクから見た日本社会』 講談社、2001年。ISBN 978-4061495753。(아즈마 히로키 《동물화하는 포스트모던──오타쿠에서 본 일본 사회》 고단샤, 2001년. ISBN 978-4061495753.), 한국어판 이은미 역, 선정우 감수, 문학동네, 2007년. ISBN 978-89-546-0325-6.
- 東浩紀 『ゲーム的リアリズムの誕生　動物化するポストモダン2』 講談社、2007年。ISBN 978-4061498839。(아즈마 히로키 《게임적 리얼리즘의 탄생──동물화하는 포스트모던 2》 고단샤, 2007년. ISBN 978-4061498839.), 한국어판 장이지 역, 선정우 감수, 현실문화연구, 2012년, ISBN 9788965640448.

1. ↑  《게임적 리얼리즘의 탄생》 40쪽.
2. ↑  마에지마 사토시(前島賢) 《세카이계란 무엇인가──포스트 에바의 오타쿠사(セカイ系とは何か ポスト・エヴァのオタク史)》 소프트뱅크 크리에이티브, 2010년, 111-112쪽. ISBN 978-4797357165.
3. ↑  (〈망상의 공동체──〈야오이〉 커뮤니티의 연애 코드의 기능(妄想の共同体──「やおい」コミュニティにおける恋愛コードの機能)〉《사상지도(思想地図)〈vol.5〉특집·사회의 비평(特集・社会の批評)》 252쪽을 참조)
4. ↑  《동물화하는 포스트모던──오타쿠에서 본 일본 사회》 40-47쪽, 한국어판 55-63쪽.
5. ↑  《동물화하는 포스트모던──오타쿠에서 본 일본 사회》 131쪽, 한국어판 75쪽.
6. ↑  아즈마 히로키·오사와 마사치(大澤 真幸 오오사와 마사치[*]) 〈허구에서 동물에게(虚構から動物)〉《비평의 정신분석──아즈마 히로키 컬렉션 D(批評の精神分析 東浩紀コレクションD)》 고단샤, 2007년. 65쪽. ISBN 978-4062836296.
7. ↑  사이토 다마키, 《캐릭터 정신 분석──만화·문학·일본인(キャラクター精神分析　マンガ・文学・日本人)》, 지쿠마 쇼보(筑摩書房), 2011년, 214-215쪽. ISBN 978-4480842954.
8. ↑  〈동물화하는 오타쿠계 문화(動物化するオタク系文化)〉《망상언론F 개―포스트모던·오타쿠·섹슈얼리티(網状言論F改―ポストモダン・オタク・セクシュアリティ)》 28쪽.
9. ↑  쿠레사와 타케미 《캐릭터 문화 입문(キャラクター文化入門)》 NTT 출판, 2010년, 18-19쪽, ISBN 978-4757142565.
10. ↑  《동물화하는 포스트모던──오타쿠에서 본 일본 사회》 58-62쪽.
11. ↑  《세카이계란 무엇인가──포스트 에바의 오타쿠사》 106-107쪽.
12. ↑  아즈마 히로키, 〈생산에서 모에로(立ちから萌えへ)〉《문학환경전집 아즈마 히로키 컬렉션 L(文学環境論集 東浩紀コレクションＬ)》, 고단샤, 2007년, 222-223쪽. ISBN 978-4062836210. 공개된 원고[깨진 링크(과거 내용 찾기)], 《COCO》 제2호, 엔터 브레인, 2002년. 2002년 8월 31일 공개, 2011년 10월 6일 확인.
13. ↑  《동물화하는 포스트모던──오타쿠에서 본 일본 사회》 63-66쪽 등.
14. ↑  아즈마 히로키·오쓰카 에이지, 《리얼의 행방──오타쿠: 오타쿠는 어떻게 사는가(リアルのゆくえ──おたく オタクはどう生きるか)》, 고단샤, 2008년, 63쪽. ISBN 978-4062879576.
15. ↑  가시무라 아이코(樫村 愛子 카시무라 아이코[*]), 《네오 리버럴리즘의 정신분석―어째서 전통과 문화가 요구되는 것인가(ネオリベラリズムの精神分析―なぜ伝統や文化が求められるのか)》, 고분샤(光文社 코우분샤[*]), 2007년, 89쪽. ISBN 978-4334034153.
16. ↑  이와키 히데오(岩木 秀夫), 《여유 교육에서 개성 낭비 사회로(ゆとり教育から個性浪費社会へ)》, 지쿠마 쇼보, 2004년, 10-11쪽·200쪽. ISBN 978-4480061515.
17. ↑  《리얼의 행방──오타쿠: 오타쿠는 어떻게 사는가》 157쪽.
18. ↑  《동물화하는 포스트모던──오타쿠에서 본 일본 사회》 126쪽 등.
19. ↑  아즈마 소노코(東 園子), 〈망상의 공동체──〈야오이〉 커뮤니티의 연애 코드의 기능(妄想の共同体──「やおい」コミュニティにおける恋愛コードの機能)〉《사상지도(思想地図)〈vol.5〉특집·사회의 비평(特集・社会の批評)》, 일본방송출판협회, 2010년, 253쪽. ISBN 978-4140093481.
20. ↑  하마노 사토시(濱野 智史), 《아키텍처의 생태계──정보 환경은 어떻게 설계되어 왔는가(アーキテクチャの生態系──情報環境はいかに設計されてきたか)》, NTT 출판, 2008년, 242-245쪽. ISBN 978-4757102453.
21. ↑  아즈마 히로키·이토 고(伊藤 剛)·다니구치 후미카즈(谷口 文和 타니구치 후미카즈[*])·DJ 테크노우치·하마노 사토시, 〈하츠네 미쿠와 미래의 소리──동인 음악·니코동·보컬로이드의 교점에 있는 것(初音ミクと未来の音 同人音楽・ニコ動・ボーカロイドの交点にあるもの)〉《유레카(ユリイカ)》 2008년 12월 임시 증간호, 152쪽.
22. ↑  구로세 요헤이(黒瀬 陽平 쿠로세 요우헤이[*]), 〈캐릭터가, 보고 있다. ──애니메이션 표현론 서론(キャラクターが、見ている。──アニメ表現論序説)〉《사상지도 〈vol.1〉 특집·일본(思想地図〈vol.1〉特集・日本)》, 일본방송출판협회, 2008년, 444쪽. ISBN 978-4140093405.
23. ↑  《동물화하는 포스트모던──오타쿠에서 본 일본 사회》 113-116쪽.
24. ↑  이토 고, 《테즈카 이즈 데드──열린 만화 표현론으로(テヅカ・イズ・デッド ひらかれたマンガ表現論へ)》, NTT 출판, 2005년, 54쪽. ISBN 978-4757141292.
25. ↑  《게임적 리얼리즘의 탄생──동물화하는 포스트모던 2》 37-45쪽.
26. ↑  시네마 순보(キネマ旬報 키네마 준포[*]) 영화 종합 연구소 편, 《“일상계 애니메이션” 히트의 법칙(“日常系アニメ”ヒットの法則)》, 시네마 순포사(キネマ旬報社 키네마 준포샤[*]), 2011년, 90쪽. ISBN 978-4873763590.
27. ↑  《동물화하는 포스트모던──오타쿠에서 본 일본 사회》 132-135쪽.
28. ↑  이토 고, 〈'테크노 귀'와 '애니메이션 눈' 테크노와 애니메이션에서 공유하는 신체적인 쾌락원리(「テクノ耳」と「アニメ絵目」 テクノとアニメ絵に共通する身体的な快楽原理)〉《만화는 변한다―“만화 이야기”에서 “만화론”으로(マンガは変わる―“マンガ語り”から“マンガ論”へ)》, 세이도샤(青土社), 2007년, 264-267쪽. ISBN 978-4791763856.
29. ↑  마스다 사토시(増田 聡), 〈데이터베이스, 표절, 하츠네 미쿠(データベース、パクリ、初音ミク)〉《사상지도 〈vol.1〉 특집·일본(思想地図〈vol.1〉特集・日本)》, 일본방송출판협회, 2008년, 151-156쪽. ISBN 978-4140093405.
30. ↑  《동물화하는 포스트모던──오타쿠에서 본 일본 사회》 120-121쪽.
31. ↑  기쿠치 슌스케(菊池 俊介 키쿠치 슌스케[*])·유메카(コメカ)·타치바나 타칫파나(橘たちっぱな)·미와 유야(三輪 裕也 미와 유우야
[*])·우노 쓰네히로(宇野 常寛 우노 츠네히로[*]),〈Perfume과 상대성 이론을 말하면 09년의 음악을 말한 것이 되다니 생각지도 못했어 절대(Perfumeと相対性理論を語れば09年の音楽を語ったことになるなんて思わないよ絶対)〉《PLANETS vol.6》, 2009년, 121쪽.
32. ↑  아이하라 히로유키(相原 博之), 《캐러화하는 닛폰(キャラ化するニッポン)》, 고단샤, 2007년, 141-143쪽. ISBN 978-4062879101.
33. ↑  오카이 다카유키(岡井 崇之 오카이 타카유키[*]), 〈'내츄럴" 보디를 손에 넣다──종합격투기 팬의 신체·커뮤니케이션("ナチュラル"ボディを手に入れる　総合格闘技ファンの身体・コミュニケーション)〉《제각각인 팬 연구―I am a fan(それぞれのファン研究―I am a fan)》, 후진샤(風塵社 후우진샤[*]), 2007년, 181쪽. ISBN 978-4776300359.
34. ↑  우노 쓰네히로 외, 〈지금, 음악비평은 무엇을 말하는 것인가?(今、音楽批評は何を語るべきか？)〉《PLANETS SPECIAL 20011 여름휴가의 끝에서(PLANETS SPECIAL 2011 夏休みの終わりに)》, 제2차 혹성개발위원회(第二次惑星開発委員会, 2011년, 140쪽. ISBN 978-4905325024.
35. ↑  《리얼의 행방──오타쿠: 오타쿠는 어떻게 사는가》 54쪽.
36. ↑  미야다이 신지(宮台 真司), 《일본의 난점(日本の難点)》, 겐토샤(幻冬舎, 2009년, 23-24쪽. ISBN 978-4344981218.
37. ↑  카가미 히로유키(鏡 裕之), 《비실재청소년론―오타쿠와 자본주의(非実在青少年論―オタクと資本主義)》, 아이이쿠샤(愛育社), 2010년, 207쪽. ISBN 978-4750003825.
38. ↑  우노 쓰네히로, 《제로년대의 상상력(ゼロ年代の想像力)》, 하야카와 쇼보(早川書房), 2008년, 310-311쪽.
39. ↑  〈2010 컬처 총괄 좌담회──소설편(2010カルチャー総括座談会　小説編)〉《CYZO×PLANETS SPECIAL PRELUDE2011》, 제2차 혹성개발위원회, 2010년, 103쪽. ISBN 978-4905325017.
40. ↑  《아키텍처의 생태계──정보 환경은 어떻게 설계되어 왔는가》 265쪽.
41. ↑  타나카 히데토미(田中 秀臣), 《AKB48의 경제학(AKB48の経済学)》, 아사히 신문 출판(朝日新聞出版), 2010년, 90쪽. ISBN 978-4023308725.
42. ↑  구리하라 유이치로(栗原 裕一郎 쿠리하라 유이치로[*]), 〈《제로년대의 상상력》이 내거는 ‘결단주의’는 역시 ‘니힐리즘’인가'(『ゼロ年代の想像力』の掲げる「決断主義」は果たして「ニヒリズム」なのか)〉, 《대항해(大航海)》 71호, 73쪽.